# S.C. URBIS S.A. Baia Mare
S.C. URBIS S.A. Baia Mare este compania de transport public de persoane din Baia Mare și Zona Metropolitană Baia Mare. Aceasta are ca acționari Municipiul Baia Mare acționar majoritar cu 97,06% din totalul acțiunilor, Orașul Tăuții Măgherăuș cu 0,98%, Comuna Dumbrăvița cu 0,49%, Comuna Recea cu 0,49%, Comuna Groși cu 0,49% și Comuna Săcălășeni cu 0,49%. Transportul public în Zona Metropolitană Baia Mare, respectiv Municipiul Baia Mare, orașele Baia Sprie, Tăuții Măgherăuș și comuna Recea este responsabilitatea S.C. URBIS S.A. și include o rețea de autobuze, troleibuze și microbuze.

## Istoric
Începuturile transportului public în Baia Mare datează din 1953, când apar primele două autobuze de fabricație sovietică de tip ZIS 154. Doi ani mai târziu existau 3 autobuze care circulau pe un traseu de 11 km. În 1975, transportul în comun a fost dotat cu primele 3 autobuze Roman Diesel 112 UD fabricate la Uzina Autobuzul București, pîna atunci existând doar autobuze TV 20 de capacitate medie. În 1979 structura parcului era de 152 de autobuze din care 92 erau de tip DAC 112 UDM si DAC 117 UD iar 14 de tip Ikarus 260 si Ikarus 280.
Până în 1980 activitatea de transport în comun în Baia Mare era organizată ca activitate distinctă în cadrul Exploatării de Gospodărire Comunală (EGC) subordonată Întreprinderii Județene de Gospodărire Comunală și Locativă (IJGCL). În 1980 a fost înființată Întreprinderea Județeană de Transport Local (IJTL) al cărui obiect de activitate era transportul auto de călători și mărfuri în Județul Maramureș.
Începând cu 1991 Întreprinderea Județeană de Transport Local s-a divizat în mai multe societăți. Regia Autonomă de Transport Local URBIS Baia Mare asigurând activitatea de transport în comun în Baia Mare, Cavnic, Târgu Lăpuș și Ulmeni. Din 1995 până în 1998 transport în comun a fost comasat împreună cu energia termică, apa, canalizarea și ambientul urban în Regia Autonomă a Serviciilor Publice URBIS Baia Mare. În 1996 a fost pusă în funcțiune prima linie de troleibuz din Baia Mare pe un traseu de 5,5 km cale dublă. Transportul fiind efectuat cu șase troleibuze de tip Rocar 212E și patru de tip Rocar 217E.
În 1998 activitatea de transport în comun este desprinsă din cadrul Regia Autonomă a Serviciilor Publice URBIS, noua societate purtând numele S.C. URBIS S.A. Baia Mare. Între 2000 și 2005 structura parcului a fost înnoită prin cumpărarea de autobuze noi sau second-hand de tipul Mercedes-Benz O 305G, Mercedes-Benz Conecto(Mercedes-Benz O 345), Karosa B 932E, Heuliez GX107 și Renault Berliet PR100. Din cauza gradului ridicat de uzură al troleibuzelor Rocar aflate în exploatare, în 2006 au fost cumpărate troleibuze second-hand Saurer GT 560/640-25.
În 2007 a fost înființată o nouă linie de troleibuz nr. 51 și s-a introdus un nou sistem de autotaxare cu validatoare termice iar în 2009 au fost achiziționate troleibuze second-hand Volvo B10MA-55. În 2013 au fost cumpărate 20 de autobuze noi de tipul Solaris Urbino 12 iar în 2014 au fost cumpărate 8 de troleibuze noi de tipul Solaris Trollino 12. În 2014 au fost achiziționate autobuze second-hand de tipul Solaris Urbino 12 și NAW BGU 5-25. Pe 23 august 2014 a fost inaugurată noua linie de troleibuz nr. 54, eveniment desfășurat la noua stație de redresare situată pe Bulevardul Unirii la intersecția cu Strada Grănicerilor.

## Societatea
S.C. URBIS S.A. Baia Mare a fost creată prin reorganizarea Regiei Autonome a Serviciilor Publice URBIS Baia Mare în 1998, în baza H.C.L. nr.210/1997, ca societate pe acțiuni, unicul acționar fiind Consiliul Local Baia Mare. În 2013, urmare a Hotărârii A.G.A. nr.2/2013 și a Protocolului de înființare a Zonei Metropolitane Baia Mare pe lângă municipiul Baia Mare au devenit acționari orașul Tăuții Măgherăuș, comunele Dumbrăvița, Recea, Groși și Săcălășeni. 
Regia Autonomă a Serviciilor Publice URBIS a fost creată prin comasarea mai multor regii printre care și cea de transport public(Regia Autonomă de Transport Local URBIS) iar la rândul ei, Regia Autonomă de Transport Local URBIS Baia Mare a fost creată prin transformarea Întreprinderii Județeane de Transport Local.
În 2014 numărul anual raportat de călători a fost de 23,54 milioane, cele 77 mijloace de transport au efectuat 3.903.352& km și s-au consumat 1.302.461,46 litri combustibil. Totalul curselor zilnice în Baia Mare a fost de 958 iar in Zona Metropolitana Baia Mare a fost de 373. În 2019 numărul anual raportat de călători a fost de 29,28 milioane, cele 86 mijloace de transport au efectuat 2.957.433 km și s-au consumat 1.317.537 litri combustibil.
Pe lângă activitatea de transport public și activitățile auxiliare, S.C. URBIS S.A. asigură diferite servicii pentru terți, precum verificări ITP și publicitate pe mijloacele de transport în comun.
Societatea a avut, în 2014, un capital social subscris și vărsat de 818.387 lei, venituri totale de 31.793.617 lei din care 15.245.040 lei au reprezentat venituri din bilete și abonamente, 10.523.295 lei au reprezentat subvenții facturate către Primăria Baia Mare, ca urmare a achiziționării de mijloace de transport, iar restul au reprezentat alte venituri. Cheltuielile au fost de 31.449.208 lei iar profitul brut pe anul 2014 a fost de 344.409 lei. În 2015 profitul brut a fost de 833.740 lei iar în 2016 de 463.463 lei. Veniturile totale, în 2017, au fost de 32.764.511 iar cheltuielile totale au fost 33.485.222, astfel că societatea a înregistrat pierderi brute de 720.711 lei. Situația s-a repetat și în 2018 când s-au înregistrat pierderi brute de 911.617 lei. În 2019 situația s-a redresat obținându-se un profit de 927.415 lei. Profitul brut a fost în 2020 de 833.566 lei

#### Cifra de afaceri
- 2005: 14,00 milioane lei.
- 2006: 15,32 milioane lei.
- 2007: 16,93 milioane lei.
- 2008: 19,61 milioane lei.
- 2009: 18,75 milioane lei.
- 2010: 17,82 milioane lei.
- 2011: 18,50 milioane lei.
- 2012: 20,08 milioane lei.
- 2013: 23,22 milioane lei.
- 2014: 30,25 milioane lei.
- 2015: 31,56 milioane lei.
- 2016: 30,94 milioane lei.
- 2017: 31,77 milioane lei.
- 2018: 32,38 milioane lei.
- 2019: 29,96 milioane lei.
- 2020: 29,65 milioane lei.

#### Venituri din bilete și abonamente
- 2005: 10,36 milioane lei.
- 2006: 10,96 milioane lei.
- 2007: 10,79 milioane lei.
- 2008: 11,34 milioane lei.
- 2009: 11,75 milioane lei.
- 2010: 11,85 milioane lei.
- 2011: 11,88 milioane lei.
- 2012: 11,62 milioane lei.
- 2013: 11,69 milioane lei.
- 2014: 15,24 milioane lei.
- 2015: 15,08 milioane lei.
- 2016: 14,99 milioane lei.
- 2017: 15,33 milioane lei.
- 2018: 15,29 milioane lei.
- 2019: 14,76 milioane lei.
- 2020: 7,83 milioane lei.

Numărul de angajați a fost în 2014 de 383 de oameni, 216 oameni lucrau în activitatea de transport public, dintre care 149 conducători auto. În 2018 numărul de angajați s-a redus la 350 de oameni iar în 2020 la 339.

#### Număr mediu de angajați
- 2005: 508 angajați.
- 2006: 497 angajați.
- 2007: 473 angajați.
- 2008: 426 angajați.
- 2009: 416 angajați.
- 2010: 391 angajați.
- 2011: 377 angajați.
- 2012: 358 angajați.
- 2013: 324 angajați.
- 2014: 383 angajați.
- 2015: 372 angajați.
- 2016: 357 angajați.
- 2017: 334 angajați.
- 2018: 350 angajați.
- 2019: 350 angajați.
- 2020: 339 angajați.

Conducerea societății este asigurată de directorii executivi (directorul general, directorul economic și directorul exploatare), sub îndrumarea unui consiliu de administrație. Începând cu 23 iulie 2020, la conducerea societății se afla directorul general Tudor Rusu.

#### Conducerea societății
- 1953–1954: Vasile Tarța.
- 1954–1959: Ludovic Steinfeld.
- 1959–1964: Iosif Hari.
- 1964–1969: Vasile Șuta.
- 1969–1980: Vasile Bolchiș.
- 1980–1990: Vasile Pop.
- 1990–1991: Valer Cardoș.
- 1991–2010: Dumitru Robaș.
- 2010–2013: Daniel Puiu.
- 2013–2020: Ion Pop.
- 2020–0000: Tudor Rusu.

## Funcționare

### Linii
S.C. URBIS S.A. operează un număr de 41 de trasee de autobuz, troleibuz, microbuz și microbuz școlar, numerotate după cum urmează:
- autobuze: 1–45 (în uz: 1, 3/11, 4, 5, 6, 7, 7/6, 7/13, 8, 9, 10, 12, 12/27, 12/24/27/28, 13, 13/7, 14, 15, 18, 20, 21, 24, 24/28, 27, 28, 29, 36, 37, 38, 39, 40, 41, 42, 43, 44, 45)[24]
- troleibuze: 50– (în uz: 50, 54)[24]
- microbuze: 31
- microbuze școlare: SC65, SC68

Harta traseelor S.C. URBIS S.A. în Baia Mare.
Harta traseelor S.C. URBIS S.A. în Zona Metropolitană Baia Mare.

### Autobuze
Dezvoltarea transportului cu autobuzul în Baia Mare a avut loc începând cu 1953, primele astfel de mijloace de transport fiind două autobuze de fabricație sovietică de tip ZIS 154. Sistemul de autobuze al S.C. URBIS S.A. este cel mai extensiv dintre toate metodele de transport în comun din Baia Mare, parcul de autobuze era de 73 bucăți la sfârșitul anului 2023 (față de 58 bucăți la sfârșitul anului 2015 și 60 bucăți la sfârșitul anului 2019), împărțite în patru tipuri: Solaris Urbino 12, Mercedes-Benz Conecto(Mercedes-Benz O 345), NAW BGU 5-25 și MAN NL280 Lion’s City 12 care circulau pe 36 trasee, dintre care 10 sunt trasee speciale spre agenți economici la orele de schimb.

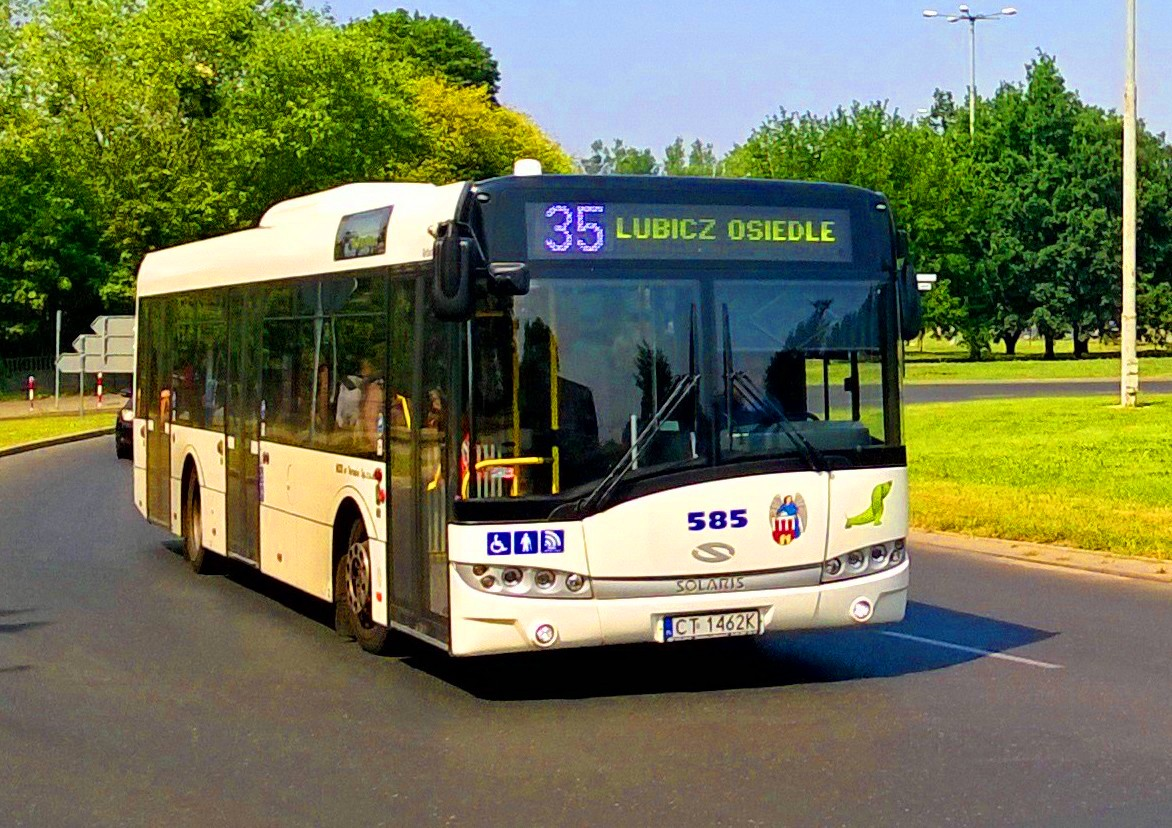
Autobuz Solaris Urbino 12 ca și cele folosite în Baia Mare.
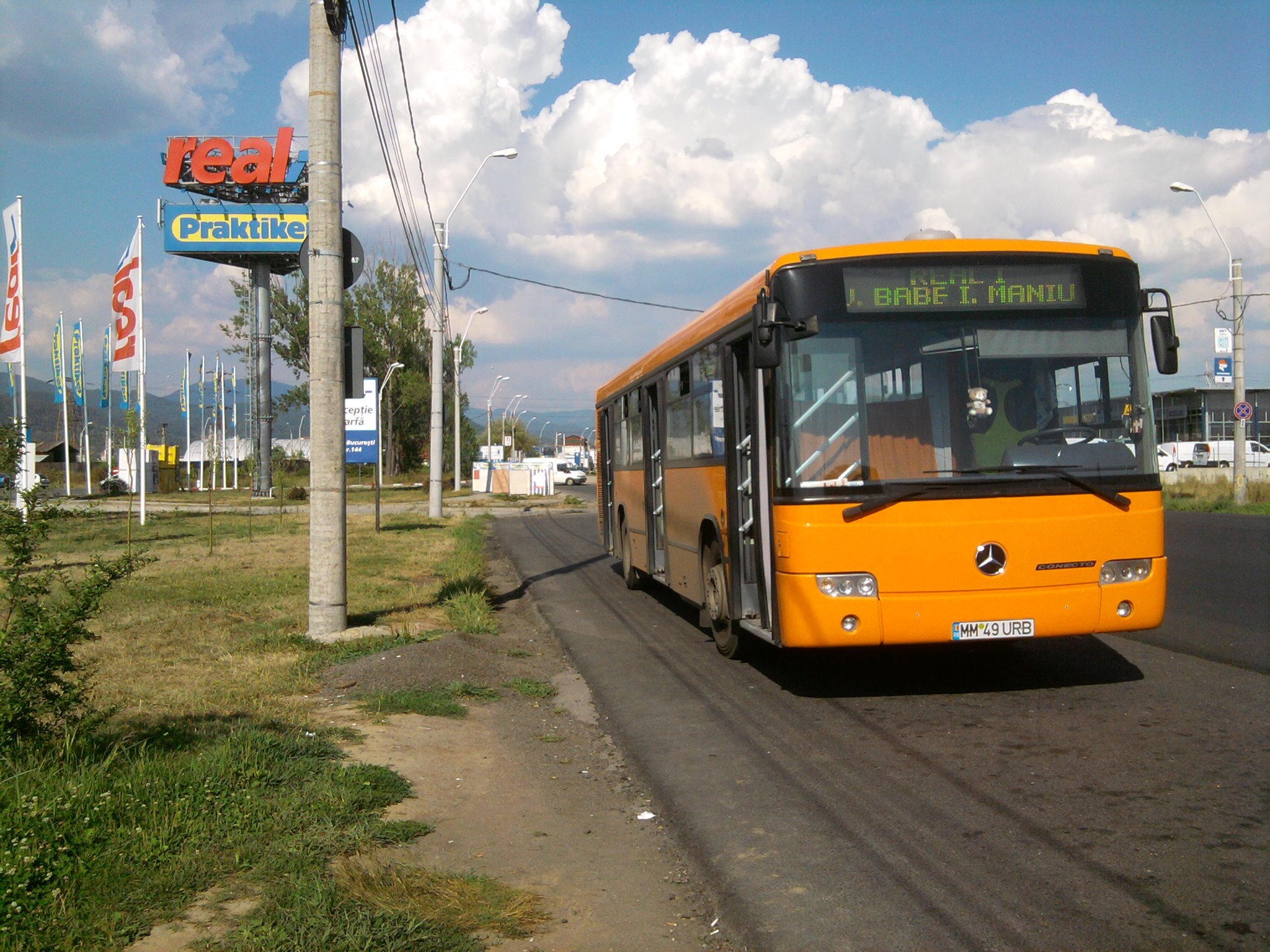
Autobuz Mercedes-Benz Conecto(Mercedes-Benz O 345) în Baia Mare.

### Troleibuze
Prima linie de troleibuz din Baia Mare a fost inaugurată în 1996, folosind troleibuze românești Rocar 212E și Rocar 217E. Traseul acestei linii era URBIS – Str. Vasile. Lucaciu – Str. Electrolizei – Str. Luminișului – Piața Revoluției – Bdul. București – Bdul. Republicii – Bdul. Traian – Gara CFR și retur. La sfârșitul anului 2019, S.C. URBIS S.A. avea în inventar 18 troleibuze, împărțite în trei tipuri: Solaris Trollino 12, Saurer GT 560/640-25 și Volvo B10MA-55, care circulau pe 2 trasee.

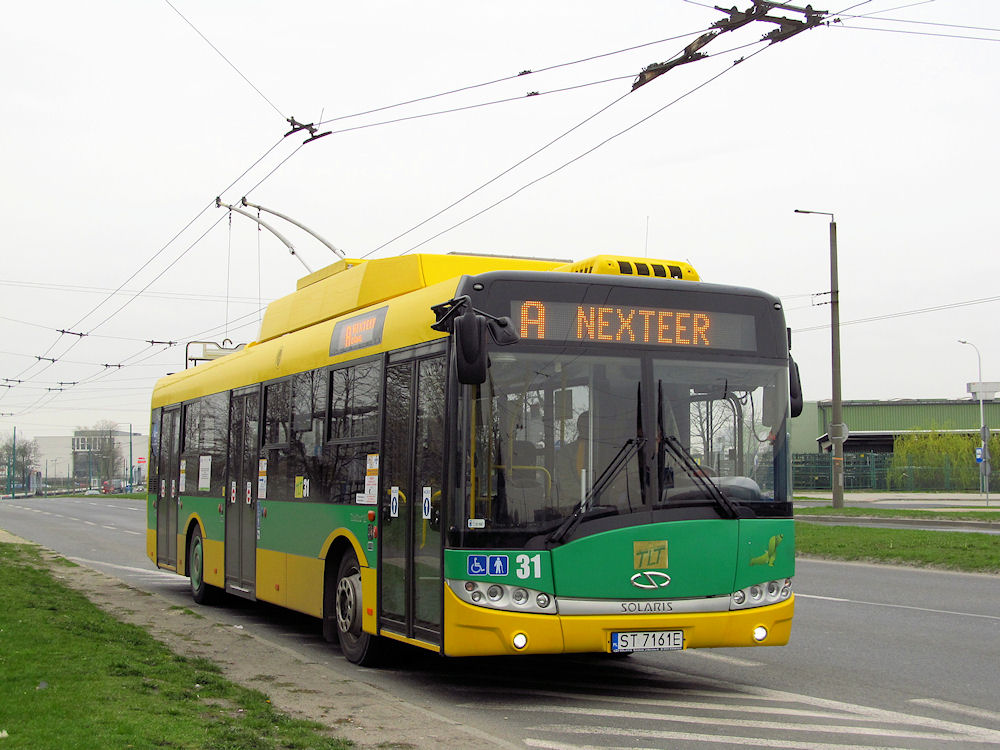
Troleibuz Solaris Trollino 12 ca și cele folosite în Baia Mare.
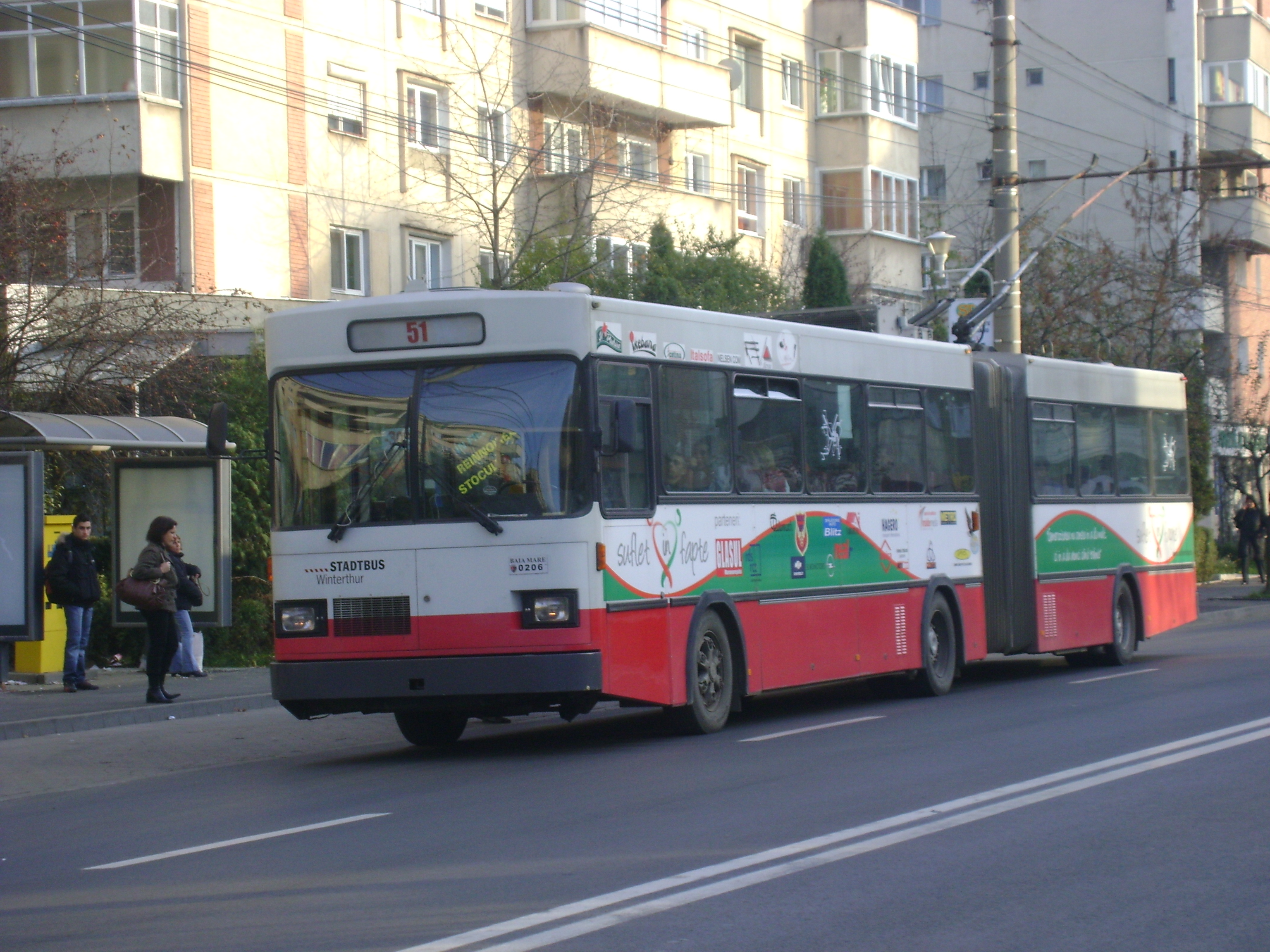
Troleibuz Saurer GT 560/640-25 în Baia Mare.

### Microbuze
S.C. URBIS S.A. operează un traseu de microbuz linia 31 Valea Roșie – Piața Libertății – Spital Județean – Gara CFR. La sfârșitul anului 2019, S.C. URBIS S.A. avea în inventar 8 microbuze, împărțite în șase tipuri: Mercedes-Benz Sprinter, Renault Master, Mercedes-Benz Cibro, Hyundai County, Opel Movano și Volkswagen Crafter.

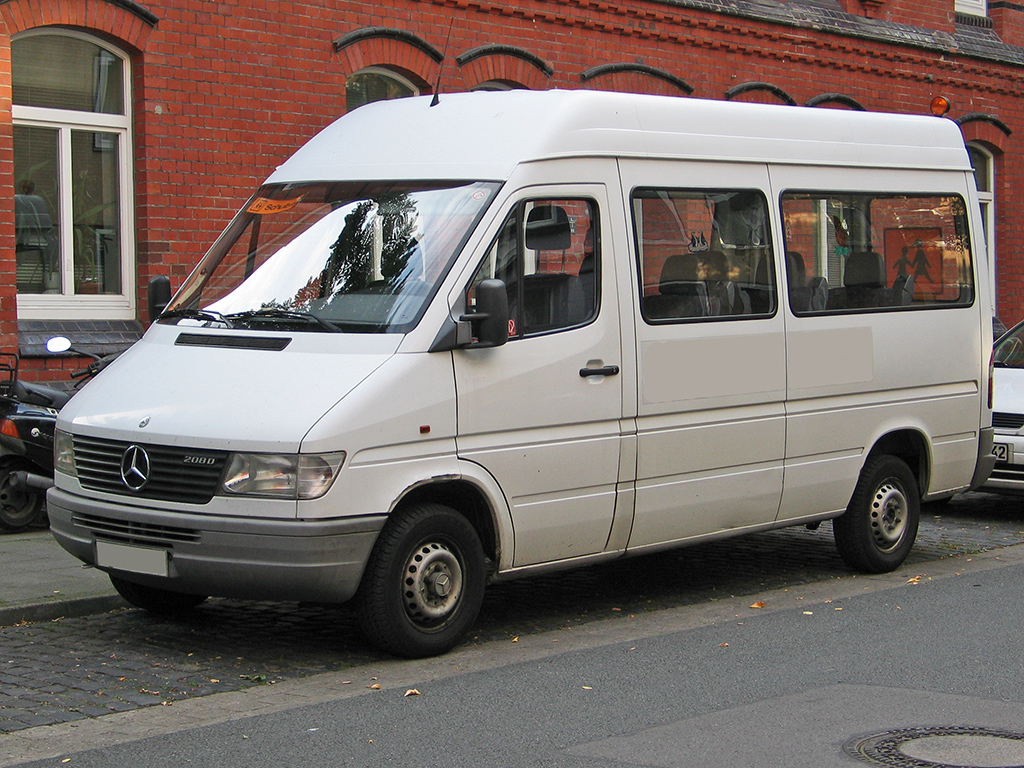
Microbuz Mercedes-Benz Sprinter ca și cele folosite în Baia Mare.
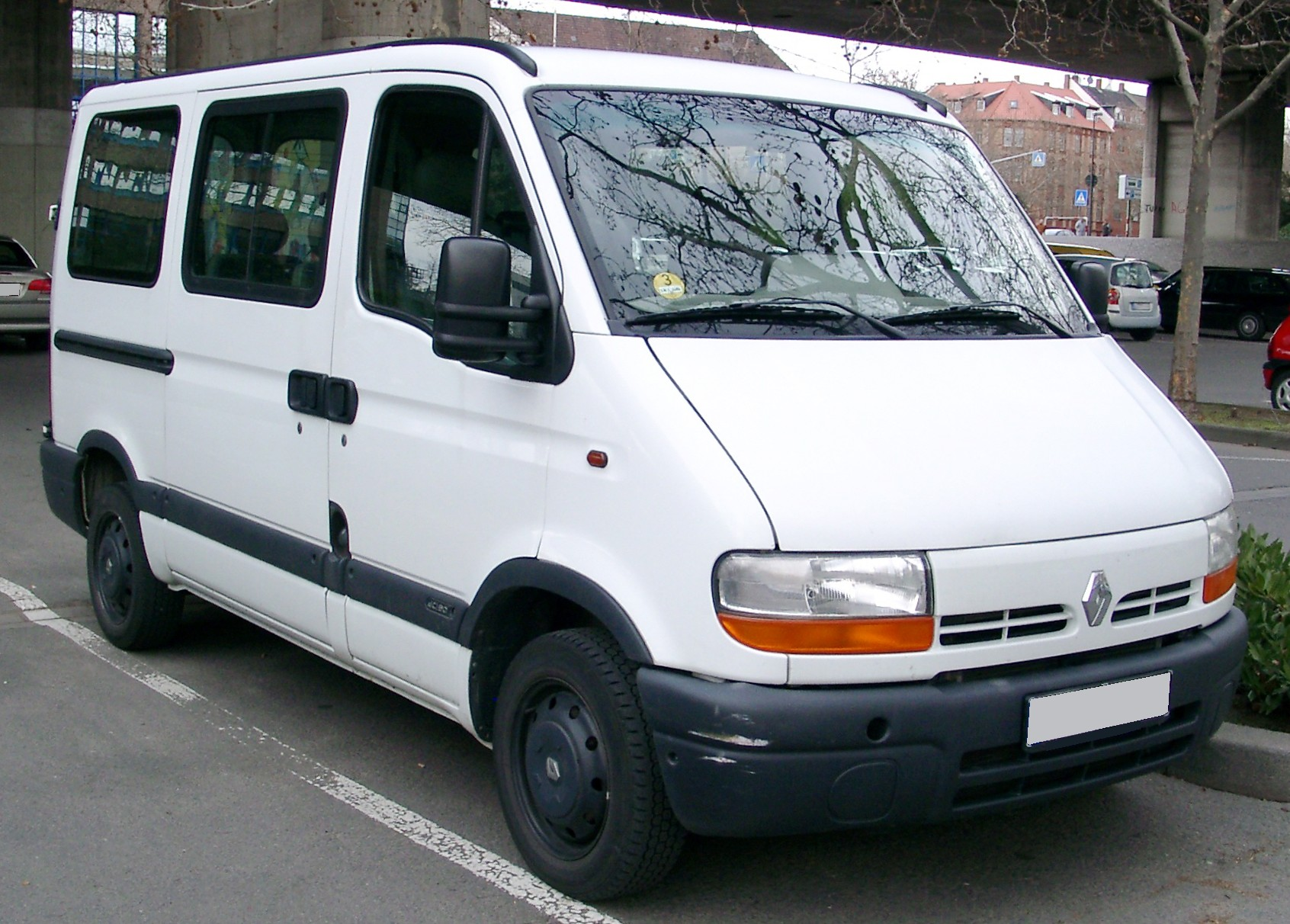
Microbuz Renault Master ca și cele folosite în Baia Mare.
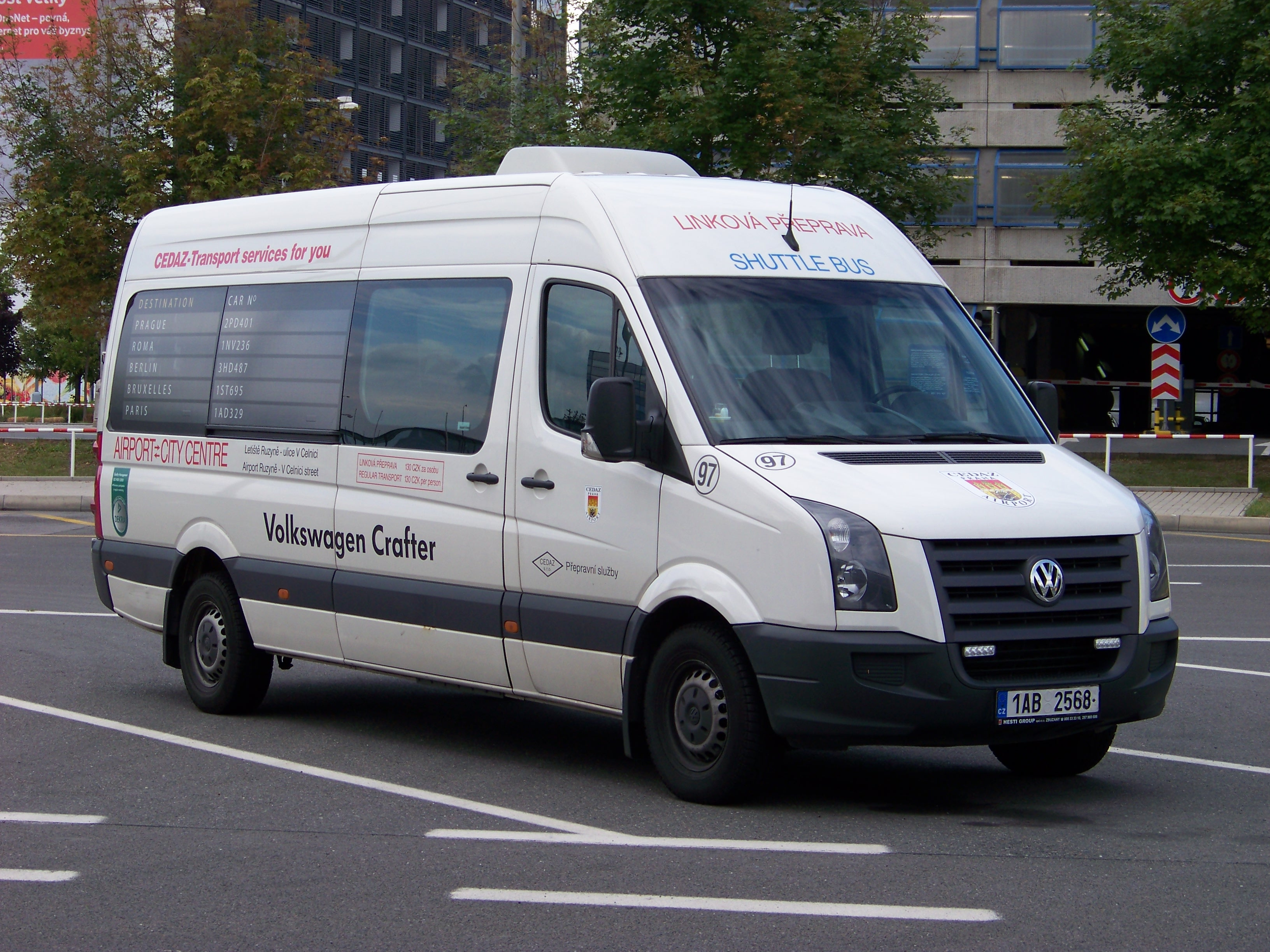
Microbuz Volkswagen Crafter ca și cele folosite în Baia Mare.

### Microbuze școlare
S.C. URBIS S.A. asigură transportul elevilor. În acest scop au fost înființate liniile SC65 Valea Borcutului(Compresoare) – Școala Victor Babeș și SC68 Firiza – Școala Mihail Sadoveanu, care facilitează legătura între diferite zone din Baia Mare și instituții de învățământ.
De asemenea, S.C. URBIS S.A., a înființat curse dubluri ale autobuzelor pe anumite trasee la ore de vârf pentru a facilita transportul elevilor.

## Utilizare

### Bilete și abonamente
Începând cu 2007, utilizarea rețelei de transport a S.C. URBIS S.A. se face pe baza unor bilete de hârtie de 1 sau 2 călătorii în sistem de autotaxare cu validatoare termice. Anterior, se folosea un sistem cu taxatori la bordul mijloacelor de transport iar înainte de aceasta bilete de hârtie validate prin perforare.
Prețul unei călătorii este de 3 lei pentru liniile din Baia Mare și între 3 și 8 lei pentru liniile din Zona Metropolitană Baia Mare. De asemenea, există un bilet valabil o zi pe toate liniile din Baia Mare care costă 8 lei iar pe toate liniile din Zona Metropolitană Baia Mare costă 24 lei. Biletele sunt valabile doar în mijlocul de transport în care au fost validate. În oferta S.C. URBIS S.A. se află și diverse abonamente, pe perioade de o jumătate de lună, o lună, trei luni, șase luni și un an. Elevii, studenții cu vârsta sub 26 de ani, pensionarii, persoanele cu vârsta de peste 70 de ani, persoanele cu dizabilități și însoțitorii acestora din Baia Mare pot circula gratuit pe baza unor abonamente emise în acest scop.

### Orar și frecvențe
Traseele S.C. URBIS S.A. au un program cuprins între ora 5:00 și ora 23:25. Frecvența depinde de linie, perioada zilei și ziua săptămânii (lucrătoare sau nelucrătoare).

### Servicii pentru călători
S.C. URBIS S.A. oferă automate și ghișee de vânzare pe toată rețeaua sa. De asemenea, biletele pot fi achiziționate de la diverși agenți economici din apropierea stațiilor. Călătorii pot să plătească cu cardul bancar călătoria prin intermediul dispozitivelor POS din mijloacele de transport. Din 2014 până în 2017, călătorii au putut să plătească prin și SMS călătoria cu mijloacele de transport ale S.C. URBIS S.A..